# Vino de naranja
El vino de naranja es una bebida de aperitivo existente en varios países mediterráneos como España, Italia y Francia. Se trata de un vino aromatizado que se hace mediante la maceración de cáscara de naranja amarga en un alcohol vínico con el que se fortifica el vino (generalmente, vino dulce). En algunas recetas antiguas se hacía mediante fermentación alcohólica de jugo de naranja y su cáscara.

## Maridaje
Los vinos de naranja son ideales para acompañar postres o para el aperitivo. Su aroma a naranja y su boca dulce y amarga a la vez acompaña muy bien a los quesos azules y todo tipo de quesos fuertes. Como aperitivo, se puede servir con hielo y con una rodaja de naranja fresca.

## Historia
En Francia, en el siglo XVIII se hacía un vino de naranja en Martinica llamado vin d'orange que se parecía a la malvasía y que se exportaba a la metrópoli. Se elaboraba mediante la fermentación de azúcar blanco clarificado en almíbar, jugo de naranja, decocción de piel de naranja y flores de azahar que se dejaban macerar durante dos meses. Sobre esta base los fabricantes actuales tienen cada uno su receta, si bien sus vinos suelen hacerse con infusión o maceración de cítricos en vino blanco, rosado o alcohol aromatizados a veces con especias como vanilla, canela, bayas de ginebra o semillas de cilantro.
En España existe una larga tradición de vinos de naranja en Andalucía. Se produce vino de naranja (llamado 'vino naranja') en el Condado de Huelva desde el año 1860, según consta en la obra Platero y yo, de Juan Ramón Jiménez. El vino tuvo en seguida gran aceptación y se sigue produciendo en el siglo XXI. Se hace añadiendo alcohol vínico macerado con pieles de naranja amarga a un vino base de calidad que puede ser un vino dulce o un vino seco endulzado con mosto concentrado. La mezcla debe pasar una crianza oxidativa de más de 2 años en botas o bocoyes de roble mediante el sistema de criaderas y soleras. El Vino Naranja del Condado de Huelva está protegido por una Denominación de Origen.
En Málaga, se produce también un vino de naranja con vino dulce Moscatel producido en la Denominación de Origen Málaga. Se le añade un alcoholato obtenido con cáscaras de naranjas amargas o “cachorreñas” desecadas y maceradas en alcohol destilado.